# Les Porcs 1
Les Porcs 1 est un pamphlet écrit par l'écrivain français Marc-Édouard Nabe et publié le 8 mai 2017. Il s'agit du premier tome d'un pamphlet centré sur le conspirationnisme qui devrait en compter trois. Annoncé en janvier 2014,,, en pleine affaire Dieudonné, le livre est finalement tiré à 1 500 exemplaires par l'écrivain, via son système d'« anti-édition »

## Résumé
Le livre raconte la montée du conspirationnisme en France, à travers le regard de Marc-Édouard Nabe. Les acteurs de ce mouvement l'ont fréquenté durant les années 2000. On y rencontre, entre autres, les figures d'Alain Soral, de Dieudonné, de Thierry Meyssan, d'Houria Bouteldja, de Salim Laïbi, de Paul-Éric Blanrue, de Thierry Ardisson, de Laurent Ruquier, de Catherine Barma et de Yann Moix (dont il évoque les publications à caractère antisémite et négationniste dans le chapitre « “Ushoahia”, un inédit de Yann Moix »),. Les évènements des années 2000 sont analysés par l'écrivain, de même que les passages médiatiques de chacun des personnages pour illustrer la bascule de la télévision à Internet.

## Réactions

### Conséquences judiciaires
Yves Loffredo, publicitaire, proche de Marc-Édouard Nabe, a attaqué l'écrivain en justice pour retirer du manuscrit des passages le concernant. Travaillant avec Nabe sur son anti-édition, Loffredo avait participé à la relecture du texte et devait en vérifier la mise en page avant l'impression. Le 17 janvier 2017, un huissier remet à Marc-Édouard Nabe une citation à comparaître le 20 janvier suivant. En l'absence du plaignant, l'écrivain est condamné le 10 février 2017 à retirer trois passages du manuscrit. Le livre paraît en mai 2017 avec de nombreux passages le concernant,,. Yves Loffredo choisit de faire appel, avant de se désister le 3 août pour lancer une deuxième procédure. Le 8 août, trois mois jour pour jour après la sortie du livre, Yves Loffredo intente une nouvelle procédure, sur le livre et non le manuscrit, pour injures publiques envers un particulier et atteintes aux droits d'auteur, réclamant 56 000 euros de dommages et intérêts.
Le 21 février 2018, la 17e chambre du Tribunal de Grande Instance de Paris condamne Marc-Édouard Nabe à payer 4000 euros à Yves Loffredo, « en réparation du préjudice moral résultant pour lui de l'atteinte à sa vie privée dans le livre Les Porcs ». Ainsi que la somme d'un euro pour atteinte aux droits d'auteurs et 3000 euros à titre de l'article 700. Un numéro entier de Nabe's News, consacré aux procès intentés par Yves Loffredo, est publié le 28 février 2018.
L'affaire Nabe-Loffredo fait l'objet d'un article de Sébastien Cacioppo dans la Revue juridique personnes et famille.

### Jean-Louis Costes
L'artiste Jean-Louis Costes a réagi aux passages le concernant dans un texte publié sur sa page Facebook,. Découvrant que « le petit Nabe dit du mal de [lui] dans son dernier bouquin », il décide de répondre aux « erreurs » qu'il relève. Le texte et la réponse apparaissent dans la « gazette Internet » de l'écrivain, Nabe's News.

## Édition
- Marc-Édouard Nabe, Les Porcs 1, auto-édition, 2017, 1000 p. (ISBN 9782953487947)